# Моб Психо 100
«Моб Психо 100» (яп. モブサイコ100, Мобу Сайко Хяку) — японська веб-манґа, створена художником під псевдонімом One. Манґа виходила на сайті Ura Sunday видавництва Shogakukan з квітня 2012 по грудень 2017. З грудня 2014 року манґа також доступна онлайн у застосунку MangaONE, що також належить Shogakukan. Пізніше всі глави були видані у 16 томах танкобон. Головний герой манґи — школяр Шіґео Каґеяма на призвісько Моб, який має надзвичайні здібності екстрасенса і шукає своє місце у світі.
Перший сезон аніме-адаптації від студії Bones виходив в етер з липня по вересень 2016 року, другий сезон — з січня по квітень 2019, а третій — з жовтня по грудень 2022. Ігровий телесеріал виходив з січня по квітень 2018. Спіноф манґи під назвою Reigen виходив у додатку MangaONE у 2018. У 2018 році видавництво Dark Horse Comics отримало ліцензію на випуск манґи англійською мовою. Сервіс Crunchyroll отримав ліценцію показ та зробив англійський дубляж для аніме у грудні 2016. У жовтні 2018 аніме-серіал транслювався на телеканалі Adult Swim у блоці Toonami. В Україні манґа випускається видавництвом Nasha idea з серпня 2025 року.
Станом на грудень 2022 манґа має понад 2,8 млн проданий копій. У 2017 році Mob Psycho 100 виграла нагороду Shogakukan Manga Award в категорії сьонен. Аніме-адаптація манґи вважається одним з найкращих аніме 2010-х років.

## Сюжет
Історія розповідає про учня середньої школи Шіґео Каґеяму на прізвисько Моб, яке він отримав за свою непомітність. Моб могутній екстрасенс. Він вважає свої здібності небезпечними і мимоволі стримує емоції, щоб уникнути втрати контролю над собою. Шіґео намагається жити життям звичайної людини, але його пригнічені емоції і екстрасенсорні здібності періодично вириваються назовні. Щоб навчитися контролювати свої здібності Моб працює асистентом у самопроголошеного екстрасенса і шахрая Аратаки Рейгена. Шіґео хоче жити нормальним життям, але негаразди і проблеми постійно переслідують його. Внутрішня емоційна напруга Моба постійно зростає і може вирватися назовні, особливо при зустрічі з іншими екстрасенсами з таємничої організації «Кігті» (яп. 爪, латиніз.: Tsume, англ. Claws).

## Медіа

### Манґа
Написана і проілюстрована манґакою One Mob Psycho 100 виходила на сайті вебкоміксів Ura Sunday видавництва Shogakukan з 18 квітня 2012. З грудня 2014 манґа також стала доступною для читання у застосунку MangaONE від Shogakukan. Останній розділ манґи вийшов 22 грудня 2017. Shogakukan видав манґу у 16 томах танкобон, які виходили з 16 листопада 2012 по 19 липня 2018.
23 квітня 2018 Dark Horse Comics оголосили про випуск серії англійською мовою для продажу у Південній Америці. Перший том манґи вийшов 25 жовтня 2018. У серпні 2025 року почався випуск манґи українською мовою видавництва Nasha idea. 
Спіноф манґи під назвою Reigen почав виходити на сайті вебкоміксів Ura Sunday та у мобільному застосунку MangaONE з 19 березня 2018. По завершенню Shogakukan випустили всі глави манґи у одному томі 19 лютого 2019. У березні 2020 Dark Horse Comics анонсували вихід англомовного видання спінофу. Манґа Reigen вийшла одним томом 2 грудня 2020.

#### Список томів
| №      | Японською         | Японською              | Українською   | Українською            |
| №      | Дата виходу       | ISBN                   | Дата виходу   | ISBN                   |
| ------ | ----------------- | ---------------------- | ------------- | ---------------------- |
| 1      | 16 листопада 2012 | ISBN 978-4-09-124102-3 | 5 серпня 2025 | ISBN 978-1-5067-0987-1 |
| 2      | 18 лютого 2013    | ISBN 978-4-09-124252-5 |               |                        |
| 3      | 18 червня 2013    | ISBN 978-4-09-124338-6 |               |                        |
| 4      | 18 липня 2013     | ISBN 978-4-09-124397-3 |               |                        |
| 5      | 18 грудня 2013    | ISBN 978-4-09-124543-4 |               |                        |
| 6      | 16 травня 2014    | ISBN 978-4-09-124682-0 |               |                        |
| 7      | 18 липня 2014     | ISBN 978-4-09-125129-9 |               |                        |
| 8      | 17 жовтня 2014    | ISBN 978-4-09-125476-4 |               |                        |
| 9      | 12 лютого 2015    | ISBN 978-4-09-125748-2 |               |                        |
| 10     | 4 серпня 2015     | ISBN 978-4-09-126328-5 |               |                        |
| 11     | 4 грудня 2015     | ISBN 978-4-09-126676-7 |               |                        |
| 12     | 17 червня 2016    | ISBN 978-4-09-127310-9 |               |                        |
| 13     | 19 серпня 2016    | ISBN 978-4-09-127373-4 |               |                        |
| 14     | 19 квітня 2017    | ISBN 978-4-09-127592-9 |               |                        |
| 15     | 19 жовтня 2017    | ISBN 978-4-09-127819-7 |               |                        |
| 16     | 19 липня 2018     | ISBN 978-4-09-128460-0 |               |                        |
| Reigen | 19 лютого 2019    | ISBN 978-4-09-128460-0 |               |                        |

### Аніме
2 грудня 2015 Ura Sunday анонсували, що Mob Psycho 100 отримає аніме-адаптацію. Аніме-адаптація була створена студією Bones, режисером став Юзуру Тачікава. Хіроши Секо написав сценарій до серіалу, дизайн персонажів розробив Йошімічі Камеда, а Кенджі Каваї створив саундтрек. Аніме виходило з 12 липня по 27 вересня 2016 на Tokyo MX, пізніше також транслювалося на ytv, BS Fuji та TV Asahi Channel 1. Опенінг «99» виконує Mob Choir, а ендінг «Refrain Boy» (яп. リフレインボーイ, Rifurein Bōi) — All Off.
Одночасно з трансляцією на телебаченні, аніме-серіал Mob Psycho 100 виходив на сервісі Crunchyroll, а Funimation транслювали дубльовану версію. Англійський дубляж зробила компанія Bang Zoom! Entertainment. У Південно-Східній Азії аніме виходило на телеканалі Animax. Англійську версію з дубляжем від The Bang Zoom! було випущено на Blu-ray (з додатковими матеріалами на DVD) 5 грудня 2017. Перший сезон транслювався на каналі Adult Swim у блоці Toonami починаючи з 27 жовтня 2018. Джейсон ДеМарко, виконавчий продюсер Adult Swim, розповів, що у той час виникли юридичні проблеми з ліцензуванням другого сезону аніме, оскільки японська версія була ліцензована Crunchyroll, а англійська версія була ліцензована Funimation, і це завадило показу другого сезону в блоці Toonami. На той момент обидві компанії не належали одній компанії-конгломерату, тому і виникли юридичні питання з ліцензуванням. Третій сезон також не транслювався в блоці, головним чином через «небажання» Crunchyroll працювати з Adult Swim над угодами збільшення їхнього ліцензованого каталогу. Аніме-серіал був доступний на стриминговому сервісі HBO Max у США до 3 серпня 2022. Madman Entertainment отримали дозвіл у Funimation на розповсюдження аніме у Австралії та Новій Зеландії, а Manga Entertainment стали дистрибуторами серіалу на території Сполученого Королівства та Ірландії.
У серпні 2017 року стало відомо, що студія Bones працює над аніме-проєктом, пов'язаним з Mob Psycho 100 У жовтні 2017 вийшло аніме під назвою Mob Psycho 100 Reigen ~The Miraculous Unknown Psychic~ (яп. モブサイコ100 REIGEN ～知られざる奇跡の霊能力者～, Mob Psycho 100 Reigen ~Shirarezaru Kiseki Reinōryokusha~). Це 60-хвилинна компіляція аніме-серіалу з новими додатковими сценами за участю Аратаки Рейгена. 18 березня 2018 аніме двічі показали на екрані Maihama Amphitheater у Тібі, а пізніше вийшла версія для домашнього перегялду. Наприкінці показу було оголошено про другий сезон аніме, а сейю підтвердили свою роботу над другими сезоном.
Другий сезон отримав назву Mob Psycho 100 II і виходив з 7 січня по 1 квітня, одночасно з виходом серій вони транслювалися на Crunchyroll. Відкриваючою композицією до другого сезону стала пісня «99.9» у виконанні Mob Choir feat. sajou no hana, а заключними композиціями стали чотири пісні sajou no hana — «Gray» (яп. グレイ, Gurei), «Memosepia» (яп. メモセピア), «Mabuta no Ura» (яп. 目蓋の裏, букв. «Під повіками») та «Ikiru Hitobito» (яп. いきるひとびと, букв. «Живі люди»).

### Телесеріал
Дванадцятисерійний ігровий японський телесеріал виходив на телеканалі TV Tokyo у блоці MokuDora з 18 січня по 5 квітня 2018.

### Інші видання
17 листопада 2022 року вийшов фанбук за мотивами Mob Psycho 100. До нього увійшла інформація про серіал, персонажів, історію та його всесвіт. До фанбуку також увійшли ілюстрації відомих манґак, таких як Аракава Хірому, Котояма, Сімура Такако, Наґано, Мінаґава Рьоджі та Бонноку Ітару.

## Критика

### Манґа
Mob Psycho 100 виграла 62-гу Shogakukan Manga Award в категорії сьонен у 2017 році. Станом на липень 2016 манґа Mob Psycho 100 мала понад  1,2 мільйона проданих копій. За підсумками San Diego Comic-Con у 2016 році Mob Psycho 100 додали у список «Найбільш очікуваної манґи», яка ще не була видана англійською мовою. Станом на грудень 2022 вже продано понад 2,8 мільйона копій манґи.

### Аніме
На першій церемонії нагородження 1st Crunchyroll Anime Awards перший сезон аніме отримав дві нагороди: «Best Action» та «Best Fight Scene» (Шіґео проти Коями, англ. Shigeo vs. Koyama). Аніме також було номіновано у шести інших категоріях, включно з «Anime of the Year». На 4th Crunchyroll Anime Awards у 2020, другий сезон аніме виграв дві нагороди у категоріях «Best Animation» та «Best Opening Sequence» за пісню «99.9», виконану Mob Choir feat. Sajou no Hana. Аніме також було номіновано у п'яти інших категоріях, включно з «Anime of the Year». Аніме Mob Psycho 100 також було у списку рекомендацій журі від Animation Division на 20-му Japan Media Arts Festival у 2017. У листопаді 2019, вебсайт Polygon назвав Mob Psycho 100 одним з найкращих аніме 2010-х, а Crunchyroll помістив його у список «Top 25 best anime of the 2010s» (укр. Топ 25 найкращих аніме 2010-х). IGN також додали Mob Psycho 100 до найкращих аніме-серіалів 2010-х.

## Нотатки
1. ↑  титрований як Головний режисер (яп. 総監督) в епізодах 26–37
2. ↑  раніше відома як Funimation
3. ↑  тільки перший сезон